# 謊言成真
《謊言成真》（英語：Pants on Fire）是一套2014年的電視喜劇，由，於2014年11月9日在迪士尼XD頻道首映，主演為布拉德利·史蒂芬·佩瑞、乔舒亚·J·巴拉德（Joshua J. Ballard）、泰劳尔·杰克森·威廉斯（Tyrel Jackson Williams）和布里特妮·威尔逊（Brittney Wilson）。

## 劇情
電影背景為麻薩諸塞州，15歲少年杰克·帕克擅於向別人說謊來逃避現實，或使他名成利就。他的謊言令人深信不疑，獲得校長推薦他參選學校年度最佳學生，並成為得獎者大熱門。然而此時他的謊言逐一成真，包括他的好友米基、來自亞利桑那州的超性感女友莉萨、伐木工人、外星人、機械狗和中國養父母。此時他在奇趣樂園中從一隻人扮河馬得知，要一切回復正常的方法是承認他所說過的謊話。最終杰克在年度最佳學生頒獎典禮時承認其所作所為，因此失去了獎項。事後他發現那隻河馬其實是他姐姐汉娜所扮演，汉娜受夠了杰克每次均用謊言來逃避一切，決定找來她的戲劇組朋友來教訓他。

## 演員
- 布拉德利·史蒂芬·佩瑞 飾演 杰克·帕克
- 乔舒亚·J·巴拉德 飾演 瑞安
- 泰劳尔·杰克森·威廉斯 飾演 米基
- 布里特妮·威尔逊 飾演 河馬／汉娜
- 泰勒·罗素 飾演 珍妮弗
- 尼古拉斯·库姆 飾演 埃里克
- 雷切尔萊·吉利斯 飾演 莉萨
- 凯文·奧格雷迪 飾演 奇普
- 約翰·斯图尔特 飾演 罗克
- 吉尔·蒂德 飾演 黛安娜·帕克
- 彼德·格雷厄姆－戈德罗 飾演 埃德·帕克
- 马诺伊·苏德 飾演 卡尔校長
- 理查德·伊恩·考克斯 飾演 奥蒂斯

## 上映
此劇於於2014年11月9日在美國和加拿大的迪士尼XD頻道首映，而澳洲地區則在2015年2月6日。